# Petr Havránek (lékař)
Petr Havránek (* 3. května 1951, Praha) je český lékař (ortopedie, traumatologie, pediatrie, chirurgie), emeritní přednosta Kliniky dětské chirurgie a traumatologie 3. lékařské fakulty Univerzity Karlovy a Fakultní Thomayerovy nemocnice v Praze-Krči. Realizoval množství odborných článků a publikací.
Od roku 2004 je členem správní rady Nadačního fondu Kolečko.